# Benoît Costil
Benoît Costil (Caen, 3. srpnja 1987.) bivši je francuski nogometni vratar.

## Karijera
Karijeru je Costil započeo u SM Caenu ali je zaigrao samo 10 puta prije nego što su ga poslali na posudbu u Vannes Olympique Club. Dana 17. lipnja 2009., Costil je potpisao ugovor s CS Sedanom obvezujući se do lipnja 2011. Dvije godine je branio za CS Sedan, upisujući 76 nastupa. Sezone 2010./11. je izabran je za najboljeg vratara Ligue 2. Kada mu je istekao ugovor sa Sedanom, potpisao je za Rennes. U momčadi iz Bretanje branio je šest sezona, sakupio 219 utakmica u prvenstvu i dogurao do reprezentacije Francuske. Nakon šest godina Rennesa, Costil je potpisao s Bordeauxom i postao njihovo prvo pojačanje u ljetnom prijelaznom roku u svibnju 2017. godini. Bordeaux je Costila potpisao do ljeta 2021. godine, a na stadion Matmut Atlantique stiže kao slobodan igrač, odnosno potpuno besplatno nakon što mu je istekla obaveza prema Rennesu.
Dana 12. svibnja 2016., Didier Deschamps ga je uvrstio među 23 francuskih igrača pozvanih za Europsko prvenstvo.